# Uroctea lesserti
Uroctea lesserti är en spindelart som beskrevs av Schenkel 1936. Uroctea lesserti ingår i släktet Uroctea och familjen Oecobiidae. Inga underarter finns listade i Catalogue of Life.